# Julien Guinet
Julien Guinet es un artista plástico francés nacido en 1984 en Migennes. Empezó su carrera artística en el año 2002 después de descubrir el grafiti.

## Biografía
Julien Guinet comenzó a pintar sus primeros grafitis en 2002, a los 17 años, sobre los muros de Mazamet, la ciudad donde vivía por aquel entonces, bajo el seudónimo TKL'.
Ese mismo año obtuvo un bachillerato literario y se trasladó a Toulouse para estudiar artes plásticas en la Universidad del Mirail. Pero estos estudios no se correspondían con su visión del arte y decidió tomarse un año sabático. Aprovechó para pintar a diario en la fábrica «JOB», templo del grafiti en Toulouse de principios de los años 2000.
En 2003, volvió a instalarse en Mazamet y conoció a otros tres artistas del grafiti (Boner, Teoz y Geoff). Juntos formaron el grupo TFC (The Fonky Crew). Fue durante este período cuando cambió su nombre artístico y decidió firmar sus obras con el seudónimo Dan.
En 2006 partió hacia Argentina con la intención de permanecer allí seis meses. Después de pasar por Buenos Aires y luego Córdoba, decidió visitar Salta. Al descubrir esta ciudad, poseedora de una desbordante energía creativa, decidió cancelar su regreso a Francia y establecerse allí indefinidamente.
Desarrolló la cultura del grafiti, todavía muy poco presente en esta parte de Argentina, convirtiéndose en uno de los primeros artistas de esta ciudad en pintar íntegramente sobre las paredes con pintura en aerosol. Participa en varios encuentros de grafitis por todo el país.
En 2010 regresó a Francia durante un año. Durante esta época comenzó a pintar mujeres con formas exageradas, muy femeninas y a menudo provocativas, a las que llamó las Martines.
Al regresar a Argentina en 2011, comenzó a trabajar con la galería Mamoré, que aún hoy representa su obra. Continuó también pintando en las paredes de la ciudad de Salta  y cambió periódicamente su seudónimo (Danuno - Dan - Supadan...). Fue a finales de este año cuando decidió dejar de firmar con seudónimos y comenzó a utilizar su apellido: Guinet.
En 2012, fue filmado para un documental sobre arte urbano argentino titulado "Obras en construcción  ". Este reportaje será transmitido por el canal nacional “ Encuentro ” y durante los vuelos de cabotaje de la empresa “ Aerolíneas Argentina ” entre 2013 y 2020.
En 2013 fue invitado por la galería "el arte de lo imposible" de Gijón, para ocupar las paredes de la galería.
En 2015 expuso en el Museo de Arte Contemporáneo de Salta con una muestra titulada “Zumbido”.
En 2016 regresó a vivir a Francia. Regresó a Mazamet, donde continuó exponiendo su obra, por ejemplo en el Capitole en 2017.
Más tarde, en agosto de 2017, se mudó a Toulouse. Se unió al colectivo de artistas del taller G.R.A.I.N., que en 2018 pasó a llamarse La Poudrière.
En febrero de 2017 su obra apareció en la portada  de la revista “ Clutch ” y se le dedicó un artículo.
En 2018, diseñó el cartel del festival burlesco de Toulouse, en el que presentó a una de sus Martines. A partir de ese momento, decidió cambiar la temática de sus obras y poner fin a sus cuadros que representaban a mujeres con formas voluptuosas.
Está empezando una nueva serie llamada " séptimo continente ". Sus obras se vuelven más politizadas. Al tomar personajes de la cultura pop e integrar objetos de plástico pintados en sus estómagos, denuncia el uso excesivo de este material y los problemas ambientales que provoca. Realizará una exposición en Toulouse  en marzo de 2019.
Esta serie le lleva a cuestionarse y a revisar su forma de pintar. Abandonó gradualmente el acrílico (derivado del petróleo) por la técnica del temple al huevo. Comenzó a buscar pigmentos naturales para eliminar los sintéticos de su práctica. Entre otras cosas, descubrió el pigmento de la planta Isatis tinctoria, también conocida como Pastel. Decidió entonces realizar un proyecto al que llamó “Bleu de Pastel” en el que cuenta la historia de esta planta que trajo riqueza a las regiones de Toulouse y Albi en el siglo XV. En septiembre de 2020 expone  en Bocal, en Toulouse, sus obras realizadas con el color que obtuvó gracias a esta planta..
En 2024 se trasladó a Châtel-Montagne (03) donde abrió el Atelier Égaré, un lugar de creación y aprendizaje artístico.
- 2012: Château de la Falgalarié, Aussillon - 'Madame' - Exposición individual.
- 2013: Galería El Palacio, Salta - Argentina - Exposición individual.
- 2013: Galería El Arte de lo Imposible, Gijón - España. 'Las formas y los colores no están en discusión...' - Exposición individual.[14]
- 2013: Centro Cultural Virla. Tucumán - Argentina. Exposición individual.
- 2014: Galería Pro Cultura, Salta - Argentina - 'Fin de Semana' - Exposición colectiva.[15]
- 2014: Galería Mamoré, Salta - Argentina - 'A Toda Orquesta' - Exposición individual.
- 2015: Participación en el Primer Encuentro Internacional de Arte Urbano. Salta - Argentina.
- 2015: Museo de Arte Contemporáneo, Salta - Argentina - 'Zumbido' - Exposición individual.
- 2016: Museo de Arte Contemporáneo, Salta - Argentina - 'Somos Nosotros' - Exposición colectiva.
- 2016: Galería El teatrino, Salta - Argentina - 'Hipsterland' - Exposición individual.
- 2016: Galería Mamoré, Salta - Argentina - 'Mar Boliviano' - Exposición individual.
- 2017: Le C@pitole, Mazamet - 'Les Martines' - Exposición individual.
- 2018: Galería del Filósofo, Carla-Bayle - Exposición colectiva 100x100 metros cuadrados.
- 2019: Galerie Le Bocal, Toulouse - 'Séptimo Continente' - Exposición individual.
- 2019: Galerie Le Bocal, Toulouse - 'Viaje a la tierra de la abundancia' - Exposición individual.
- 2020: Galerie Éphémère, Villeneuve-Lès-Maguelone - 'Galerie Éphémère, 8.ª edición' - Exposición colectiva.
- 2022: Galería LSDC, Toulouse - 'Dommage(s)' - Exposición individual.

## Premios, concursos
- 2009 : Primer premio concurso ARTE SALTA'09 - Salta - Argentina.

- 2010 :Gran Premio del Salón de Beber. Beber.
- 2011 : Primer premio, categoría Figuración, Salón “Artoulouse”.[16] Toulouse.

- 2017 :Mención Especial Exposición “Los Colores del Espacio” – Toulouse.
- 2019: Mención Especial “Salon des Artistes Occitans [17] ” - Toulouse.